# Metropolia wrocławska
Metropolia wrocławska, do 1972 r. zwana w Niemczech potocznie także metropolią wschodnioniemiecką (niem.Ostdeutsche Kirchenprovinz) – jedna z 14 metropolii obrządku łacińskiego w polskim Kościele katolickim, Ustanowiona 13 sierpnia 1930 przez papieża Piusa XI bullą Pastoralis officii nostri jako obejmująca archidiecezję wrocławską oraz diecezje sufragalne: berlińską, warmińską oraz niezależną prałaturę pilską, następnie odnowiona 28 czerwca 1972 przez papieża Pawła VI bullami Episcoporum Poloniae coetus i Vratislaviensis-Berolinensis et aliarium jako obejmująca archidiecezję wrocławską oraz diecezje sufragalne w Opolu i Gorzowie Wielkopolskim.

## Diecezje wchodzące obecnie w skład metropolii
1. Archidiecezja wrocławska
2. Diecezja legnicka
3. Diecezja świdnicka

## Biskupi metropolii

### Biskupi diecezjalni
- Metropolita: ks. abp Józef Kupny (od 2013) (Wrocław)
- Sufragan: ks. bp Andrzej Siemieniewski (od 2021) (Legnica)
- Sufragan: ks. bp Marek Mendyk (od 2020) (Świdnica)

### Biskupi pomocniczy
- ks. bp Jacek Kiciński CMF (od 2016) (Wrocław)
- ks. bp Maciej Małyga (od 2022) (Wrocław)
- ks. bp Piotr Wawrzynek (od 2023) (Legnica)
- ks. bp Adam Bałabuch (od 2008) (Świdnica)

### Biskupi seniorzy
- ks. bp Stefan Cichy (od 2014) (Legnica)
- ks. bp Zbigniew Kiernikowski (od 2021) (Legnica)
- ks. bp Ignacy Dec (od 2020) (Świdnica)

## Główne świątynie
- Archikatedra św. Jana Chrzciciela we Wrocławiu
- Katedra Świętych Apostołów Piotra i Pawła w Legnicy
- Katedra św. Stanisława Biskupa i Męczennika i św. Wacława Męczennika w Świdnicy

## Metropolici
- 1930–1945: kard. Adolf Bertram
- 1972–1974: kard. Bolesław Kominek
- 1976–2004: kard. Henryk Gulbinowicz
- 2004–2013: abp Marian Gołębiewski
- od 16 VI 2013: abp Józef Kupny

## Galeria

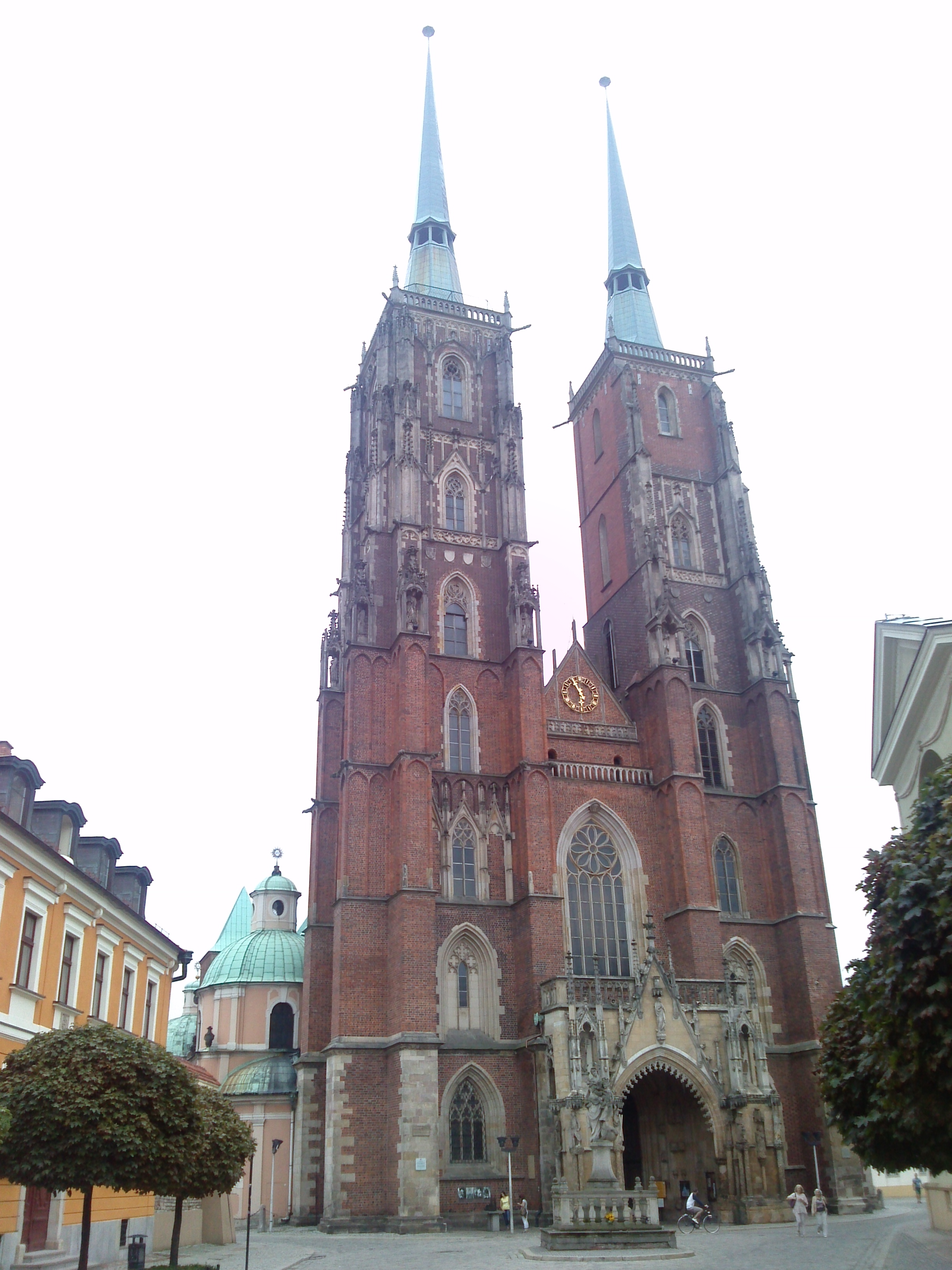
Archikatedra św. Jana Chrzciciela we Wrocławiu
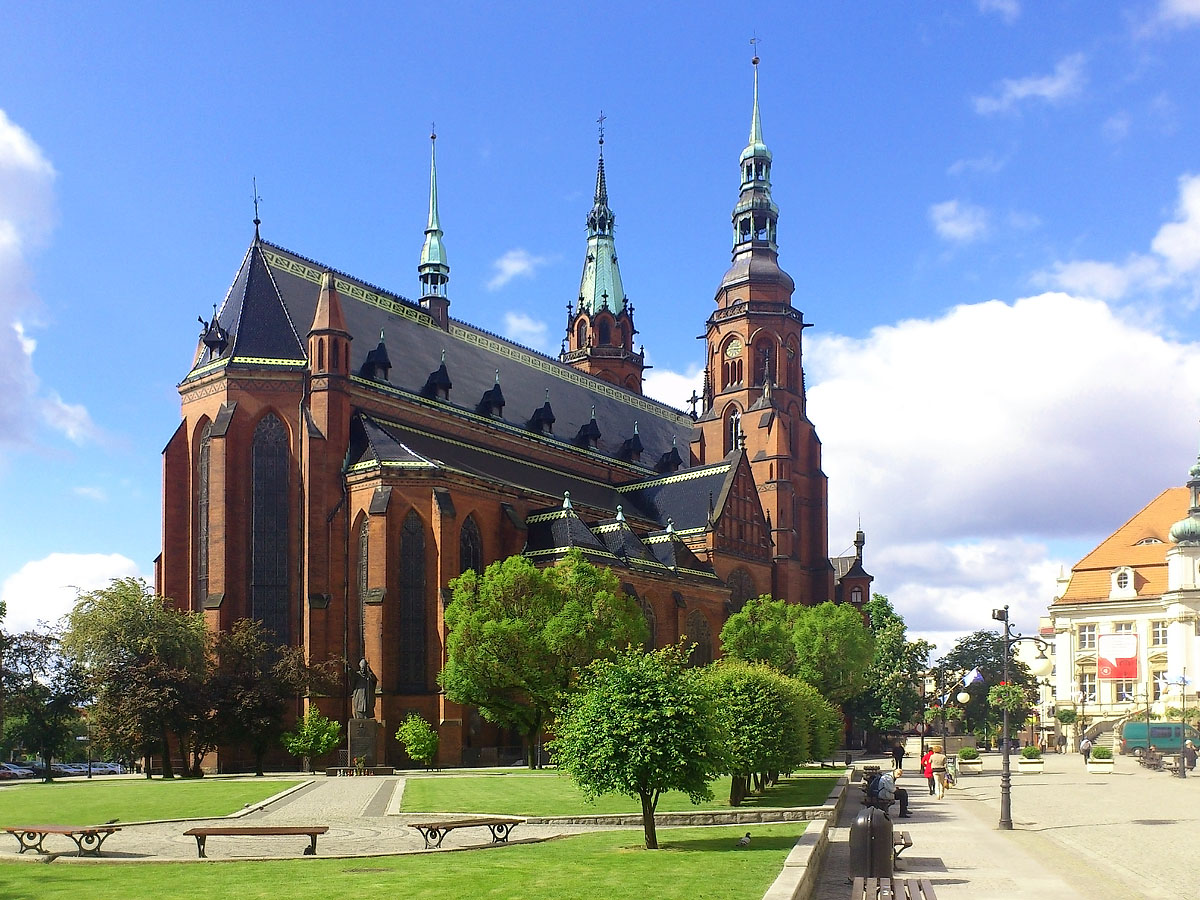
Katedra Świętych Apostołów Piotra i Pawła w Legnicy
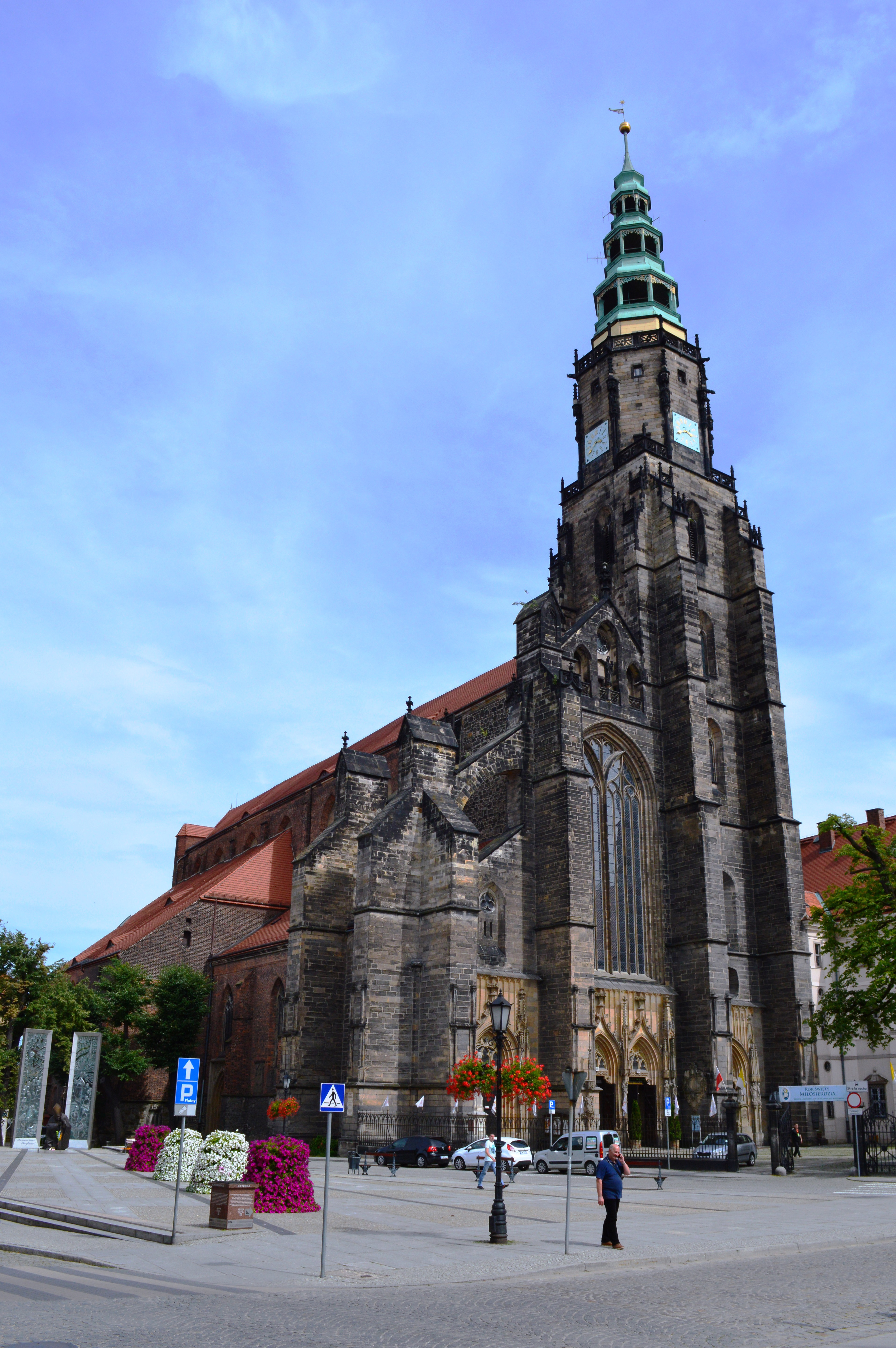
Katedra św. Stanisława Biskupa i Męczennika i św. Wacława Męczennika w Świdnicy